# Don Hasselbeck
Don Hasselbeck (Cincinnati, 1 de abril de 1955 – 14 de abril e 202) foi um jogador profissional de futebol americano estadunidense.

## Carreira
Don Hasselbeck foi campeão da temporada de 1983 da National Football League jogando pelo Los Angeles Raiders, cuja denominação atual é  Oakland Raiders.

## Morte
Hasselbeck morreu no dia 14 de abril de 2025, após sofrer uma parada cardíaca em sua casa aos 70 anos.